# Sadio Doumbia (tennis)
Pour les articles homonymes, voir Sadio Doumbia et Doumbia.
Sadio Doumbia, né le 12 septembre 1990 à Toulouse, est un joueur de tennis français, professionnel depuis 2008.
Il est classé 30e au classement ATP de double. Il a fait ses études supérieures universitaires à l’université de Géorgie aux États-Unis. Il est né et vit à Toulouse dans le Sud de la France.

## Carrière
Jouant principalement en double, il a remporté 18 titres Challenger [réf. nécessaire] : le premier avec Calvin Hemery à Istanbul en 2016 et les suivants avec Fabien Reboul : Banja Luka et Sibiu en 2019, Campinas en 2020, Rome (2 fois), Aix-en-Provence, Vérone et Brest en 2021, Forlì, Las Palmas de Grande Canarie, Pérouse, Oeiras et Roanne en 2022, Split en 2023, Phoenix en 2024 et Quimper en 2023 et 2025.
Sur le circuit ATP, Reboul et lui atteignent leur première finale en février 2023 lors du tournoi de Córdoba puis remportent leur premier titre en septembre à Chengdu. Ensemble, ils atteignent aussi la finale du Masters 1000 de Rome[réf. nécessaire].
En 2024, ils remportent l'Open Sud de France organisé à Montpellier[réf. nécessaire] puis perdent à nouveau en finale du tournoi de Córdoba contre les Argentins Máximo González et Andrés Molteni. Le binôme remporte l'Open de Roumanie en avril puis l'Open de Chengdu en septembre 2024[réf. nécessaire].

## Palmarès

### Titres en double messieurs
| No | Date       | Nom et lieu du tournoi         | Catégorie | Dotation    | Surface      | Partenaire    | Finalistes                      | Score             |          |
| -- | ---------- | ------------------------------ | --------- | ----------- | ------------ | ------------- | ------------------------------- | ----------------- | -------- |
| 1  | 20-09-2023 | Chengdu Open Chengdu           | ATP 250   | 1 152 805 $ | Dur (ext.)   | Fabien Reboul | Francisco Cabral Rafael Matos   | 4-6, 7-5, [10-7]  | Parcours |
| 2  | 29-01-2024 | Open Sud de France Montpellier | ATP 250   | 579 320 €   | Dur (int.)   | Fabien Reboul | Albano Olivetti T.-S. Weissborn | 65-7, 6-4, [10-6] | Parcours |
| 3  | 15-04-2024 | Tiriac Open Bucarest           | ATP 250   | 579 320 €   | Terre (ext.) | Fabien Reboul | Harri Heliövaara Henry Patten   | 6-3, 7-5          | Parcours |
| 4  | 18-09-2024 | Chengdu Open Chengdu           | ATP 250   | 1 171 655 $ | Dur (ext.)   | Fabien Reboul | Yuki Bhambri Albano Olivetti    | 6-4, 4-6, [10-4]  | Parcours |
| 5  | 18-05-2025 | Gonet Geneva Open Genève       | ATP 250   | 596 035 €   | Terre (ext.) | Fabien Reboul | Ariel Behar Joran Vliegen       | 64-7, 6-4, [11-9] | Parcours |

### Finales en double messieurs
| No | Date       | Nom et lieu du tournoi                               | Catégorie    | Dotation    | Surface      | Vainqueurs                           | Partenaire    | Score             |          |
| -- | ---------- | ---------------------------------------------------- | ------------ | ----------- | ------------ | ------------------------------------ | ------------- | ----------------- | -------- |
| 1  | 06-02-2023 | Córdoba Open Córdoba                                 | ATP 250      | 642 735 $   | Terre (ext.) | Máximo González Andrés Molteni       | Fabien Reboul | 6-4, 6-4          | Parcours |
| 2  | 05-02-2024 | Córdoba Open Córdoba                                 | ATP 250      | 562 345 $   | Terre (ext.) | Máximo González Andrés Molteni       | Fabien Reboul | 6-4, 6-1          | Parcours |
| 3  | 01-04-2024 | Millenium Estoril Open Estoril                       | ATP 250      | 579 320 €   | Terre (ext.) | Gonzalo Escobar Aleksandr Nedovyesov | Fabien Reboul | 7-5, 6-2          | Parcours |
| 4  | 24-02-2025 | Abierto Mexicano Telcel presentado por HSBC Acapulco | ATP 500      | 2 585 410 $ | Dur (ext.)   | Christian Harrison Evan King         | Fabien Reboul | 6-4, 6-0          | Parcours |
| 5  | 07-05-2025 | Masters de Rome Rome                                 | Masters 1000 | 8 055 385 $ | Terre (ext.) | Marcelo Arévalo Mate Pavić           | Fabien Reboul | 6-4, 66-7 [13-11] | Parcours |

## Parcours dans les tournois duGrand Chelem

### En double messieurs
| Année | Open d'Australie                                                                | Open d'Australie                                                                | Internationaux de France                                                        | Internationaux de France                                                            | Wimbledon | Wimbledon | US Open | US Open |
| ----- | ------------------------------------------------------------------------------- | ------------------------------------------------------------------------------- | ------------------------------------------------------------------------------- | ----------------------------------------------------------------------------------- | --------- | --------- | ------- | ------- |
| 2021  | —                                                                               | —                                                                               | 1er tour (1/32) F. Reboul \|\| style="text-align:left;" \| A. Bublik A. Golubev | —                                                                                   | —         | —         | —       |         |
| 2022  | —                                                                               | —                                                                               | 2e tour (1/16) F. Reboul \|\| style="text-align:left;" \| I. Dodig A. Krajicek  | 1er tour (1/32) F. Reboul \|\| style="text-align:left;" \| K. Krawietz A. Mies      | —         | —         |         |         |
| 2023  | 2e tour (1/16) F. Reboul \|\| style="text-align:left;" \| L. Harris R. Klaasen  | 1/8 de finale F. Reboul \|\| style="text-align:left;" \| K. Krawietz T. Pütz    | 2e tour (1/16) F. Reboul \|\| style="text-align:left;" \| M. Melo J. Peers      | 1er tour (1/32) F. Reboul \|\| style="text-align:left;" \| M. Middelkoop M. Pavić   |           |           |         |         |
| 2024  | 1er tour (1/32) F. Reboul \|\| style="text-align:left;" \| W. Koolhof N. Mektić | 1er tour (1/32) F. Reboul \|\| style="text-align:left;" \| D. Added T. Arribagé | 1/8 de finale F. Reboul \|\| style="text-align:left;" \| M. Arévalo Mate Pavić  | 1er tour (1/32) M. Guinard \|\| style="text-align:left;" \| H. Heliövaara H. Patten |           |           |         |         |

N.B. : le nom du partenaire se trouve sous le résultat ; les noms des ultimes adversaires se trouvent à droite.

### En double mixte
| Année | Open d'Australie | Open d'Australie | Internationaux de France | Internationaux de France | Wimbledon                                                                        | Wimbledon | US Open                                                                        | US Open |
| ----- | ---------------- | ---------------- | ------------------------ | ------------------------ | -------------------------------------------------------------------------------- | --------- | ------------------------------------------------------------------------------ | ------- |
| 2024  | —                | —                | —                        | —                        | —                                                                                | —         | 1er tour (1/16) L. Kichenok \|\| style="text-align:left;" \| E. Perez S. Gillé |         |
| 2025  | —                | —                | —                        | —                        | 1er tour (1/16) Wu F.-h. \|\| style="text-align:left;" \| D. Krawczyk N. Skupski | —         | —                                                                              |         |

N.B. : le nom de la partenaire se trouve sous le résultat ; les noms des ultimes adversaires se trouvent à droite.

## Classements ATP de fin de saison
| Année          | 2008 | 2009 | 2010 | 2011 | 2012 | 2013 | 2014 | 2015 | 2016 | 2017 | 2018 | 2019 | 2020 | 2021 | 2022 | 2023 | 2024 |
| Rang en simple | –    | –    | –    | –    | –    | 841  | 751  | 440  | 257  | 425  | 392  | 351  | 391  | 510  | 1472 | –    | –    |
| Rang en double | 1465 | –    | –    | –    | –    | –    | 1406 | 728  | 321  | 411  | 417  | 165  | 154  | 114  | 59   | 34   | 38   |

Source : (en) Classements de Sadio Doumbia sur le site officiel de la Fédération internationale de tennis